# Columbiana (Ohio)
Columbiana – miasto w Stanach Zjednoczonych, we wschodniej części stanu Ohio, w hrabstwach Columbiana i Mahoning. Według danych z 2000 roku miasto miało 5675 mieszkańców.